# Ухай
Ухай (кит. упр. 乌海, пиньинь Wūhǎi; монг.  Üqai, мон.кир. Үхай хот) — городской округ в Автономном районе Внутренняя Монголия (КНР). Расположен на реке Хуанхэ между пустынями Гоби и Ордос. Название образовано из первых иероглифов названий Уда и Хайбовань.

## История
С древних времён эти места были ареной противоборства китайцев и кочевников.
В 1955 году в аймаке Их-Джу (впоследствии трансформированном в городской округ Ордос) был создан Горнодобывающий район Чжоцзышань (桌子山矿区), который в апреле 1959 года получил самоуправление.
В ноябре 1958 года в хошуне Алашань был основан посёлок Уда (乌达镇).
В 1961 году решением Госсовета КНР посёлок Уда стал городским уездом Уда аймака Баян-Нур, а Горнодобывающий район Чжоцзышань — городским уездом Хайбовань аймака Их-Джу.
В 1976 году Уда и Хайбовань были объединены в городской округ Ухай, подчинённый непосредственно правительству автономного района Внутренняя Монголия; при этом часть Хайбованя, лежащая южнее Хуанхэ, была выделена в городской уезд Ласэнмяо (拉僧庙).
В декабре 1979 года городские уезды Ухая были преобразованы в районы городского подчинения, при этом Лансэмяо был переименован в Хайнань («южнее Хайбованя»).

## Население
В 2000 году в городском округе проживало 427,553 человек.
| Народность | Численность | Доля    |
| ---------- | ----------- | ------- |
| Ханьцы     | 400 971     | 93,78 % |
| Монголы    | 13 904      | 3,25 %  |
| Хуэйцы     | 7944        | 1,86 %  |
| Маньчжуры  | 4063        | 0,95 %  |
| Дауры      | 129         | 0,03 %  |
| Корейцы    | 98          | 0,02 %  |
| Тибетцы    | 87          | 0,02 %  |

## Административно-территориальное деление
Городской округ Ухай делится на 3 района:
| Карта                                                          | #         | Название | Иероглифы   | Пиньинь | Население (2004, прим.) | Площадь (км²) | Плотность населения (/км²) |
| -------------------------------------------------------------- | --------- | -------- | ----------- | ------- | ----------------------- | ------------- | -------------------------- |
| Карта административного деления городского округа Ухай (Китай) |           |          |             |         |                         |               |                            |
| 1                                                              | Хайбовань | 海勃湾区 | Hǎibówān qū | 200 000 | 529                     | 378           |                            |
| 2                                                              | Хайнань   | 海南区   | Hǎinán qū   | 100 000 | 1005                    | 100           |                            |
| 3                                                              | Уда       | 乌达区   | Wūdá qū     | 130 000 | 220                     | 591           |                            |

## Транспорт
Важное значение имеет скоростное шоссе Ухай — Мацинь, пересекающее Хуанхэ по большому мосту. 